# Ликург (Тракия)
 Тази статия е за митичния герой.  За царя на Спарта вижте Ликург (Спарта).  
Ликург (на старогръцки: Λυκοῦργος, Lykourgos) е легендарен цар на едоните, които обитавали местността покрай река Стримон в Тракия.

## Легенда
Според мита, който Аполодор описва в „Митологическа библиотека“, Ликург се отнесъл непочтително към Дионис, заловил вакханките и голяма част от сатирите, които го придружавали. Впоследствие вакханките биват освободени, а Дионис вменява лудост на Ликург. Той, понеже бил вкаран в пристъп на безумие, убива сина си Дриант с брадва, като мисли, че подрязва лоза. След като извършва убийството, се съвзема и разбира какво се е случило. Понеже земята не раждала известно време, а Дионис казал, че ще я направи отново плодородна, ако Ликург бъде убит, едоните, като чули това, го отвели в планината Пангей. Те го завързали и го оставили да бъде убит от коне.